# Awaria zasilania w USA i Kanadzie w 2003

Obszar objęty awarią

Awaria zasilania w USA i Kanadzie w 2003 – rozległa awaria zasilania, do której doszło 14 sierpnia 2003 około godziny 16:10 w północno-wschodniej części Stanów Zjednoczonych oraz prowincji Ontario w Kanadzie. Mogła ona dotknąć łącznie około 55 mln ludzi. Konsekwencją awarii było wyłączenie 265 elektrowni.

## Skutki awarii
Przerwy w dostawie energii elektrycznej odnotowano na terenie stanów Connecticut, Massachusetts, Michigan, New Jersey, Nowy Jork, Ohio, Pensylwania, Vermont oraz w części prowincji Ontario. Miasta takie jak Nowy Jork, Detroit, Cleveland, Toronto czy Ottawa zostały pozbawione energii elektrycznej, co doprowadziło do ich paraliżu. Przestała funkcjonować komunikacja miejska – autobusy, metra oraz pociągi stanęły. Tysiące osób zostało uwięzionych w wagonach metra oraz windach. Lotniska w rejonie objętym awarią, mimo posiadania własnych generatorów, miały poważne problemy, co doprowadziło do opóźnień odlotów w całych Stanach Zjednoczonych.
Awaria doprowadziła również do nagłego wyłączenia 16 elektrowni jądrowych na terenie Stanów Zjednoczonych (9 siłowni nuklearnych) oraz Kanady (7 siłowni nuklearnych).
Brak zasilania dotknął również różne instytucje finansowe, co doprowadziło do zachwiania handlem akcjami oraz nagłe zmiany kursu dolara amerykańskiego.
W zależności od rejonu usunięcie awarii trwało od 1 do 3 dni. Amerykański Departament Energetyki oświadczył, że straty spowodowane awarią wyniosły od 4 do 6 mld dolarów.

## Przebieg

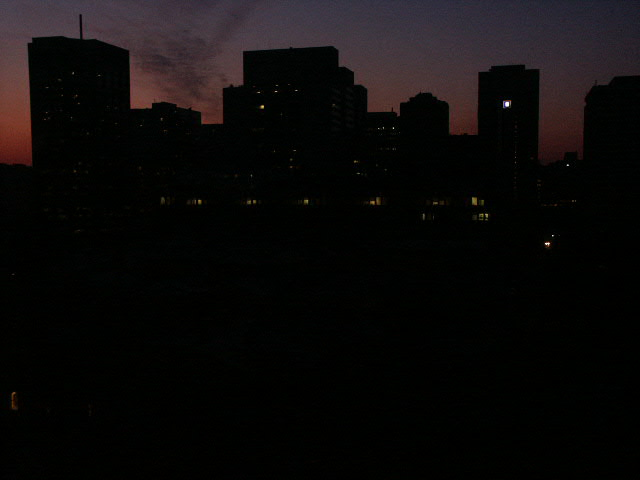
Toronto w czasie awarii

Sekwencja zdarzeń, która doprowadziła do rozległej awarii zasilania w USA i Kanadzie została zapoczątkowana około południa 14 sierpnia 2003. Operator (Amerykanin polskiego pochodzenia Martin Kujawski) sieci przesyłowej w stanie Indiana po usunięciu usterki związanej z pojawieniem się nieprawidłowych danych zakłócających pracę urządzeń nadzorujących nie włączył ponownie monitoringu sieci elektroenergetycznej. O 13:31 doszło do wyłączenia stwarzającej już wcześniej problemy elektrowni na północy Ohio – jej wyłączenie nie przyczyniło się bezpośrednio do rozległego blackoutu, ale mogło mieć wpływ na późniejsze zdarzenia. Pożar roślinności pod linią przesyłową Stuart-Atlanta doprowadził o 14:02 do jej wyłączenia. Kolejne trzy linie w wyniku zwarcia wywołanego kontaktem przewodów z drzewami zostały wyłączone. Nadmierny zwis przewodów wywołany był wysoką temperaturą przeciążonych przewodów oraz bezwietrzną pogodą.
W systemie sieci przesyłowej Ohio spadło napięcie, ale z uwagi na niepracujący układ samoczynnej kontroli i analizy niezawodności żaden z operatorów początkowo nie zareagował. Po zorientowaniu się, że w sieci występuje problem, operatorzy ze stanów Indiana oraz Ohio wdrożyli stosowne procedury, nie informując jednak o tym kontrolerów z innych stanów. Kolejne wyłączenia linii 375 kV spowodowały przekierowanie tranzytu energii na linie 138 kV, które w wyniku przeciążeń automatycznie się wyłączały.
Podobnie jak w przypadku awarii zasilania we Włoszech zadziałał efekt domina. Kluczowym momentem była godzina 16:05, kiedy została wyłączona linia 375 kV Sammis-Star. Po jej wyłączeniu zatrzymanie awarii nie było już możliwe. Przeciążone linie zaczęły się po kolei wyłączać. W ciągu kilkunastu sekund przestało działać kilkadziesiąt generatorów w elektrowniach. 5 minut po wyłączeniu linii Sammis-Star wyłączyły się linie łączące północny wschód ze wschodem rejonu objętego awarią. O 16:13 fala wyłączeń sieci oraz elektrowni zatrzymała się, obejmując osiem stanów oraz część prowincji Ontario. Awaria doprowadziła do wyłączenia 531 bloków energetycznych w 265 elektrowniach. Odbudowie całego systemu pomogła „wyspa” 5700 MW, która utworzyła się pomiędzy kilkoma elektrowniami.

### Elektrownie jądrowe
W wyniku zaniku napięcia w sieci i zadziałania systemów zabezpieczających doszło do nagłego wyłączenia 16 elektrowni jądrowych – 9 w Stanach Zjednoczonych i 7 w Kanadzie. W sześciu elektrowniach atomowych w Stanach Zjednoczonych oraz w jednej w Kanadzie stwierdzono poważniejsze usterki. Ostatecznie jednak elektrownie te powróciły kolejno do normalnej pracy, a ostatnia z nich wznowiła ją w standardowym trybie 25 sierpnia 2003.

## Wnioski
Efektem rozleglej awarii było wprowadzenie przez North American Electric Reliability Corporation (NERC) stosownych zaleceń mających wyeliminować podobne zdarzenia w przyszłości. W samym raporcie badającym przyczyny zdarzenia zwrócono uwagę między innymi na nieprecyzyjne procedury w przypadku wystąpienia awarii, brak kontroli wysokości roślinności pod liniami przesyłowymi czy brak awaryjnych systemów monitorowania sieci przesyłowej.

## Kultura masowa
W 2007 powstał film telewizyjny, napisany i wyreżyserowany przez Jerry’ego LaMothe’a, którego wydarzenia rozgrywają się w Brooklynie w Nowym Jorku w czasie awarii zasilania. Premiera filmu miała miejsce 29 września 2007 w czasie festiwalu filmowego w Zurychu. Debiut telewizyjny nastąpił 1 lutego 2008 w sieci telewizji kablowej BET. Wydanie na DVD miało miejsce 5 lutego 2008.
Do pamiętnej awarii nawiązał thriller Dark w reżyserii Nicka Basile'a (2015).